# Louis Dodero
A Louis Dodero de Marsella se le atribuye la invención de la carte de visite. A menudo el crédito se le da a André Adolphe Eugène Disdéri, quien popularizó el uso de este tipo de fotografía por haber tenido la suerte de ser visitado en su estudio por Napoleón III.